# Parasetigena infuscata
Parasetigena infuscata är en tvåvingeart som först beskrevs av Robineau-desvoidy 1863.  Parasetigena infuscata ingår i släktet Parasetigena och familjen parasitflugor.
Artens utbredningsområde är Frankrike. Inga underarter finns listade i Catalogue of Life.